# 21563 Chetgervais
21563 Chetgervais (1998 QW95) là một tiểu hành tinh vành đai chính được phát hiện ngày 19 tháng 8 năm 1998 bởi nhóm nghiên cứu tiểu hành tinh gần Trái Đất phòng thí nghiệm Lincoln ở Socorro.